# Jean-Pierre Wimille
Jean-Pierre Wimille, född den 26 februari 1908 i Paris, död den 28 januari 1949 i Buenos Aires, Argentina, var en fransk racerförare.
Wimille körde sitt första Grand Prix-lopp vid Frankrikes Grand Prix i Pau 1930, med en Bugatti Type 37. De franska Bugatti-bilarna var inte längre konkurrenskraftiga och Wimille vann bara några mindre GP-tävlingar under perioden 1932–1934. Under resten av trettiotalet fokuserade den franska bilindustrin, liksom Wimille, på sportvagnsracing.
Wimille vann Frankrikes Grand Prix 1936, som då kördes med sportvagnar. Han vann även Le Mans 24-timmars två gånger: 1937 och 1939.
Som medlem av Special Operations Executive under andra världskriget bistod Wimille den franska motståndsrörelsen och belönades för sina insatser med Hederslegionen.
Den första GP-tävlingen i Frankrike efter kriget hölls i Paris redan den 9 september 1945. Wimille vann loppet med en Bugatti Type 59. Under perioden 1946 till 1948 tävlade han för Alfa Romeo.
Wimille omkom under träningen inför Buenos Aires Grand Prix 1949.